# Wilhelm Zätterström
Wilhelm Zätterström, folkbokförd Knut Vilhelm Zätterström, född 17 december 1897 i Malmö Sankt Pauli församling, död 12 april 1993 i Lunds Allhelgonaförsamling, var en svensk officer. Han var bror till Eric Zätterström och halvbror till Pernilla Tunberger.
Wilhelm Zätterström var son till grosshandlare Gotthard Zätterström och hans första hustru Hilda Åkerman. Efter studentexamen 1918 tog han officersexamen 1920, blev fänrik vid Vaxholms grenadjärregemente (I 26) 1920, löjtnant i intendenturkåren 1928, kapten 1932, major 1942 och överstelöjtnant i armén 1947 och vid intendenturkåren 1949. Han blev chef för mobilsektionen vid arméförvaltningens utrustningsbyrå 1942, stabsintendent vid andra militärbefälsstaben 1944, chef för förrådskontrollkontoret 1949, kasernutredningsbyrån 1951–1953; lärare vid Intendenturförvaltningsskolan och Tygförvaltningsskolan 1939–1944; chef för Frostavallens turiststation 1953–1957.
Han var styrelseledamot i Textilforskningsinstitutet 1944–1949. Han författade uppsatser i militära utrustningsfrågor och medverkade med kultur- och sportartiklar i dagspress samt var redaktör för Svensk intendenturtidskrift 1949–1953. Han var riddare av Svärdsorden (RSO) och hade även den norska utmärkelsen Haakon VII:s frihetskors.
År 1927 gifte han sig med Karin Lindström (1898–1981), dotter till banktjänstemannen August Lindström och Emma Lindström. De fick barnen Ann 1930 och Per-Wilhelm 1934. Makarna Zätterström är begravda på Norra kyrkogården i Lund.